# Henk van Dorp (weerman)
Henk van Dorp (Oldebroek, 9 oktober 1946 – Bilthoven, 12 september 2010) was een Nederlands weerman.
Na reeds verschillende functies als meteoroloog gehad te hebben, werd Van Dorp in 1986 namens zijn werkgever het KNMI weerman bij het NOS Journaal. Hij was een collega van Han Mellink en Erwin Kroll. Rond 1990 keerde hij terug naar het KNMI, waarvoor hij tot zijn prepensioen in maart 2009 werkzaam was.
Henk van Dorp overleed in 2010 op 63-jarige leeftijd aan kanker.